# Бејвју (округ Контра Коста, Калифорнија)
Бејвју (енгл. Bayview, Contra Costa County) насељено је место без административног статуса у америчкој савезној држави Калифорнија.

## Демографија
По попису из 2010. године број становника је 1.754.
| Група             | 2000.    | 2010.       |
| Белци             | 0 (0,0%) | 602 (34,3%) |
| Афроамериканци    | 0 (0,0%) | 186 (10,6%) |
| Азијати           | 0 (0,0%) | 369 (21,0%) |
| Хиспаноамериканци | 0 (0,0%) | 521 (29,7%) |
| Укупно            | 0        | 1.754       |